# Francavilla Marittima
Francavilla Marittima – miejscowość i gmina we Włoszech, w regionie Kalabria, w prowincji Cosenza.
Według danych na rok 2004 gminę zamieszkiwało 3110 osób, 97,2 os./km².